# Andreas Petermann (Radsportler)
Andreas Petermann (* 7. Juni 1957 in Greiz, Bezirk Gera, DDR) ist ein ehemaliger DDR-Radrennfahrer und ehemaliger Bundestrainer (Bahn-Ausdauer) beim Bund Deutscher Radfahrer (BDR).

## Radsportkarriere
Einen Titel gewann er bei den Rennen der Kinder- und Jugendspartakiade 1972. Seinen ersten DDR-Meistertitel gewann er 1975 in der Klasse Jugend A im Mehrkampf. Ein erster großer Erfolg war für ihn der Sieg in der Wertung des besten Nachwuchsfahrers bei der DDR-Rundfahrt 1975. Petermann war 1978, 1979 und 1983 Zweiter der DDR-Straßen-Radmeisterschaften im Mannschaftszeitfahren über 100 Kilometer auf der Straße, 1980 belegte er den dritten Platz. 1981 konnte er mit der Mannschaft des SC DHfK Leipzig (Martin Goetze, Uwe Raab, Bodo Straubel) den Meistertitel erringen. Bei den UCI-Amateurweltmeisterschaften 1979 wurde er Weltmeister im Mannschaftszeitfahren über 100 Kilometer mit der Mannschaft der DDR. Bei den Weltmeisterschaften 1979 und 1982 gelangen ihm im Straßenrennen zwei fünfte Plätze. 1979 holte er zwei Etappensiege in der Thüringen-Rundfahrt und wurde Gesamtzweiter. Dazu kam ein Etappensieg in der Oder-Rundfahrt. 1980 gewann er die Gesamtwertung im Großen Preis der sozialistischen Länder, der in mehreren Eintagesrennen in drei Ländern ausgefahren wurde.
1980 und 1981 gewann er die Internationale Thüringen Rundfahrt. Petermann war mit acht Teilnahmen an der Internationalen Friedensfahrt einer der Fahrer, die am häufigsten starteten. 1979 belegte er Rang zwei, fuhr insgesamt fünfmal unter die besten Zehn des Gesamtklassements. Bei seinem letzten Start 1983 gewann er die letzte Etappe von Tabor nach Prag nach einer langen Soloflucht. 1980 siegte er im Auswahlrennen Rund um Langenau. Die Gesamteinzelwertung der Marokko-Rundfahrt gewann Petermann 1983.

## Tätigkeiten als Dozent und Trainer
Nach seiner aktiven Zeit arbeitete Andreas Petermann als Dozent im Fachbereich Radsport an der Deutschen Hochschule für Körperkultur in Leipzig. Er war von 1986 bis 1994 in der Forschungsgruppe Radsport mit dem Schwerpunkt auf trainingsmethodischen und sportwissenschaftlichen Themen des Bahnsports engagiert.
Von 1995 an war Petermann bis ins Jahr 2000 Bundestrainer der Deutschen Triathlon Union für die Bereiche Leistungsdiagnostik und Trainingsanalyse. Er war ebenso für den Nachwuchskader verantwortlich. Ab 2000 war er in verschiedenen Profi-Teams wie Coast, Bianchi und Wiesenhof als Sportlicher Leiter tätig.
Im Juni 2008 wurde Andreas Petermann vom BDR als neuer Bundestrainer für den Bereich Bahnrad Ausdauer Elite/U23 vorgestellt. Er übernahm das Amt von Uwe Freese. Am 7. Januar 2011 wurde er von seiner Tätigkeit als Bahn-Ausdauer Bundestrainer vom Präsidium des BDR freigestellt. Als Grund wurde angegeben, dass der deutsche Bahnvierer, für den Petermann als Bundestrainer verantwortlich war, in der Olympiaqualifikation derzeit in der europäischen Wertung, mit großem Abstand zu den anderen sechs Qualifikanten, Rang zehn belegt und damit die Olympiaqualifikation in ernsthafter Gefahr ist.
Ab der Saison 2012 betreut Petermann die Nationalmannschaft Marokkos. Mit Rang 13 von Souffiane Haddi im U-23-WM-Rennen von Valkenburg gelang ihm ein erster Achtungserfolg.
Andreas Petermann lebt in Zwenkau und ist seit 2016 als Sportlehrer an einer Schule in Grimma tätig. Er hat einen Sohn.

## Erfolge
1975
- Jugend-Weltmeisterschaft – Mannschaftszeitfahren (mit Detlef Macha, Siegbert Schmeißer und Volker Winkler)

1976
- Oder-Rundfahrt
- eine Etappe DDR-Rundfahrt

1977
- eine Etappe DDR-Rundfahrt

1978
- Prolog Internationale Friedensfahrt

1979
- Amateur-Weltmeister – Mannschaftszeitfahren (mit Bernd Drogan, Hans-Joachim Hartnick und Falk Boden)
- eine Etappe DDR-Rundfahrt

1980
- DDR-Meister – Bergrennen
- Thüringen-Rundfahrt (U23)
- eine Etappe Kuba-Rundfahrt
- Prolog und eine Etappe DDR-Rundfahrt

1981
- DDR-Meister – Mannschaftszeitfahren (mit Martin Goetze, Bodo Straubel und Uwe Raab)
- Thüringen-Rundfahrt (U23)
- Mannschaftszeitfahren Kuba-Rundfahrt

1982
- zwei Etappen Tour de l’Avenir
- Oder-Rundfahrt

1983
- Marokko-Rundfahrt
- DDR-Meister – Mannschaftszeitfahren (mit Martin Goetze, Bodo Straubel und Uwe Raab)
- eine Etappe Internationale Friedensfahrt
- eine Etappe Kuba-Rundfahrt
- eine Etappe DDR-Rundfahrt